# Nesobasis nigrostigma
Nesobasis nigrostigma là một loài chuồn chuồn kim trong họ Coenagrionidae.
Nesobasis nigrostigma is in 1891 voor het eerst wetenschappelijk beschreven bởi Selys.